# Literaturjahr 1797
Liste der Literaturjahre

1795 | Literaturjahr 1797

Weitere Ereignisse
Dieser Artikel behandelt das Literaturjahr 1797.

## Ereignisse
Im Balladenjahr schreibt 
- Friedrich Schiller Der Taucher, Der Handschuh, Die Kraniche des Ibykus, Der Ring des Polykrates und Der Gang nach dem Eisenhammer und Ritter Toggenburg.
- Unter Johann Wolfgang von Goethes Feder entstehen Der Schatzgräber, Der Zauberlehrling, Die Braut von Korinth, Legende sowie Gott und die Bajadere und Der neue Pausias und sein Blumenmädchen.

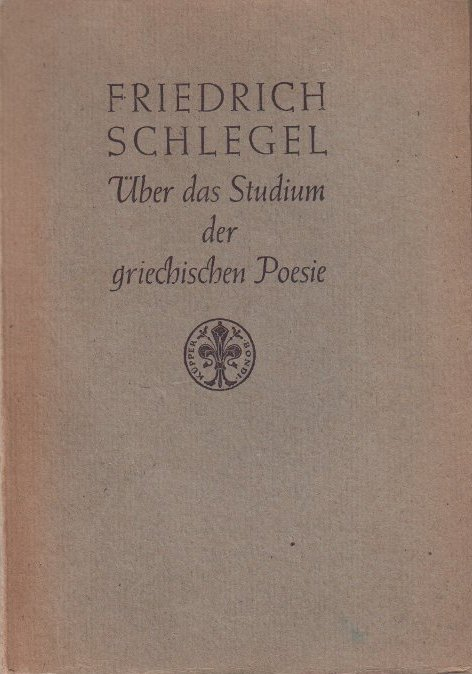
Friedrich Schlegel,
Über das Studium der griechischen Poesie

- Friedrich Schlegel will mit dem Aufsatz Über das Studium der griechischen Poesie ein „Winckelmann der Literatur“ werden.[1] Neben Vorabdrücken daraus hat er in der Zeitschrift Deutschland[2] von Johann Friedrich Reichardt den Musenalmanach auf das Jahr 1796 von Schiller rezensiert.[3] Im Musenalmanach auf das Jahr 1797, dem „Xenien-Almanach“[4], richtet Schiller eine beträchtliche Anzahl seiner Xenien auf den jungen Schlegel. Als dieser seine berüchtigte Rezension von Schillers Zeitschrift Die Horen veröffentlicht und Karl Ludwig Woltmann des Plagiats beschuldigt, kommt es zum Bruch mit Schiller.[5] Friedrich Schlegel geht für zwei Jahre nach Berlin.

- Friedrich Wilhelm Joseph Schelling veröffentlicht einen philosophischen Fundamentaltext der Romantik: Ideen zu einer Philosophie der Natur[6]

- Die Komödie Médiocre et rampant von Louis-Benoît Picard wird am 19. Juli in Paris uraufgeführt.

- Józef Wybicki schreibt den Text zur Mazurek Dąbrowskiego (Noch ist Polen nicht verloren), der heutigen Nationalhymne Polens.

## Bibliotheken
- Der venezianische Admiral Giacomo Nani stiftet die Familiensammlung von Karten und rund 1000 überwiegend griechischen und orientalischen Handschriften  der Biblioteca Marciana in Venedig.

## Periodika
- Der Kosmopolit. Eine Monathsschrift zur Beförderung wahrer und allgemeiner Humanität. erscheint in Halle von Januar 1797 bis Juni 1798.[7]
- Der Helvetische Hudibras ist die zweite Zeitung des Schweizer Kantons Solothurn. Er wird von Franz Josef Gassmann herausgegeben.
- Magazin für Westphalen. Hrsg.: P.F. Weddigen, A. Mallinckrodt, W. Schmemann, Dortmund 1.1797-3.1799[8]
- Die Horen, verlegt bei Cotta, werden nach 3 Jahren eingestellt.

## Weitere Neuerscheinungen

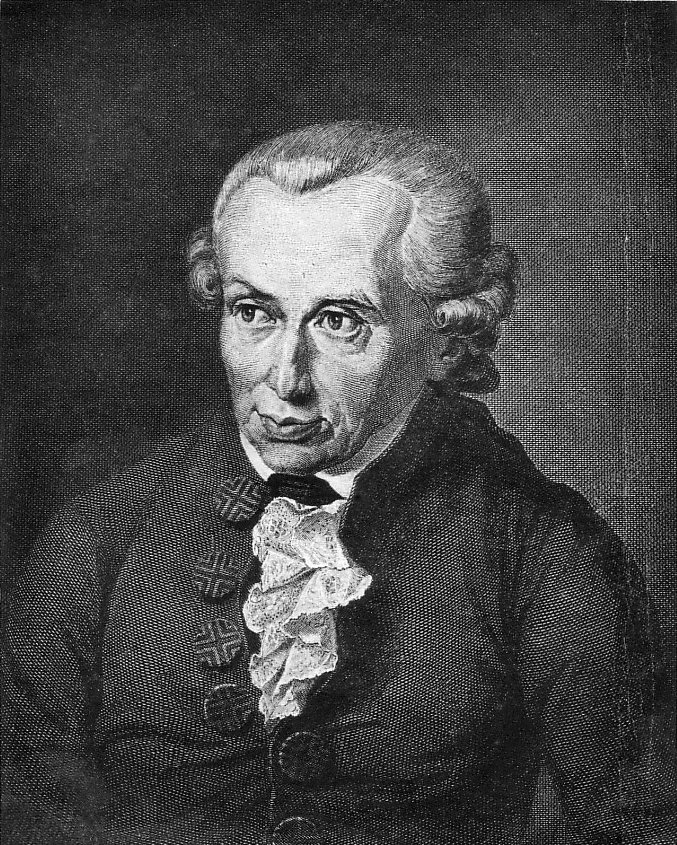
Immanuel Kant, 1791

### Lyrik
- Die Eichbäume.[9] und Der Wanderer, von Hölderlin, werden in Schillers Die Horen gedruckt.[10]

### Sachliteratur
- Immanuel Kant: Die Metaphysik der Sitten, gegliedert in zwei Teile

1. Metaphysische Anfangsgründe der Rechtslehre
2. Metaphysische Anfangsgründe der Tugendlehre
- Immanuel Kants Aufsatz Über ein vermeintes Recht, aus Menschenliebe zu lügen wird im 1. Jahrgang der Berlinischen Blätter erstmals gedruckt.

## Geboren

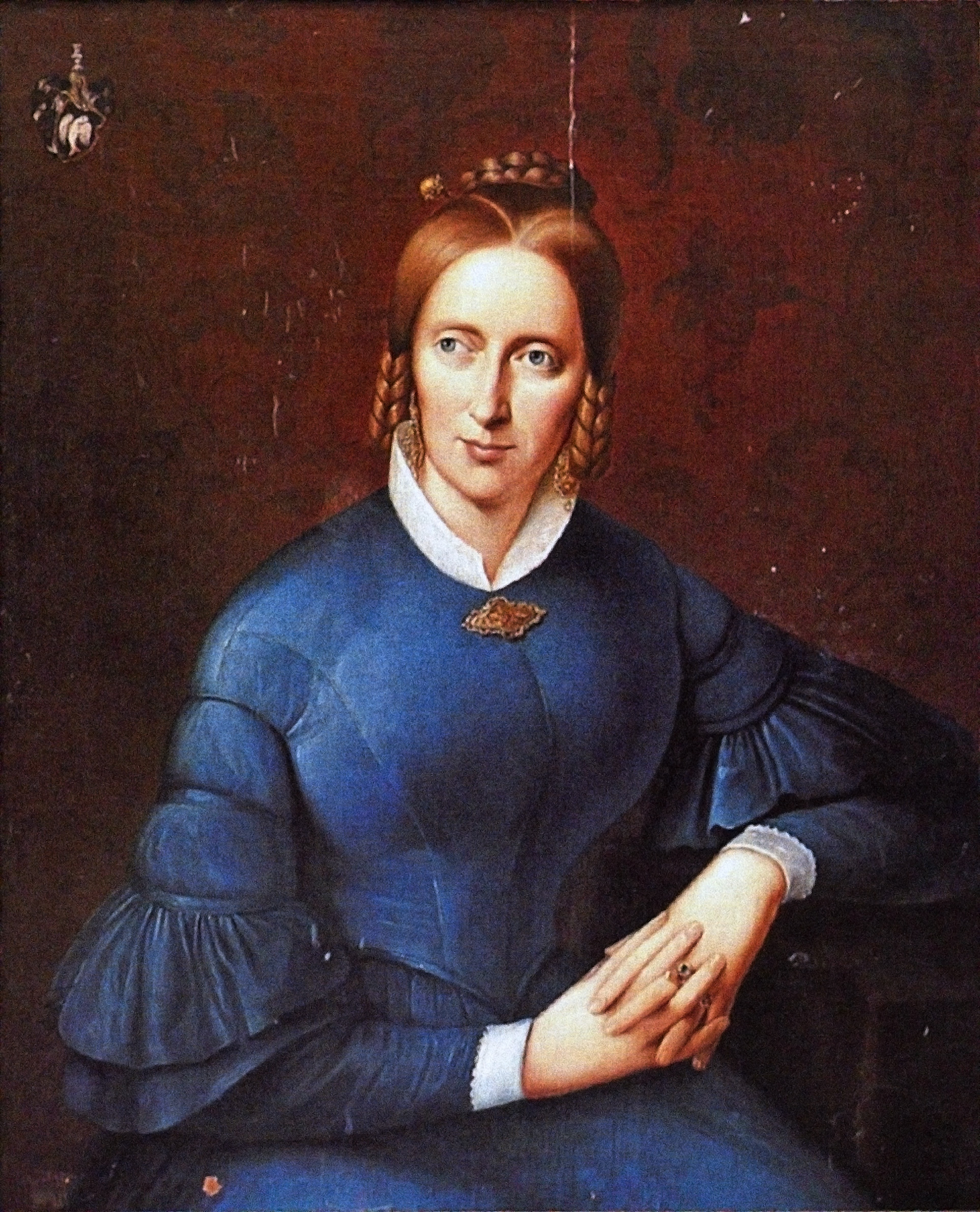
Annette von Droste-Hülshoff, 1838

Mary Shelley, 1840

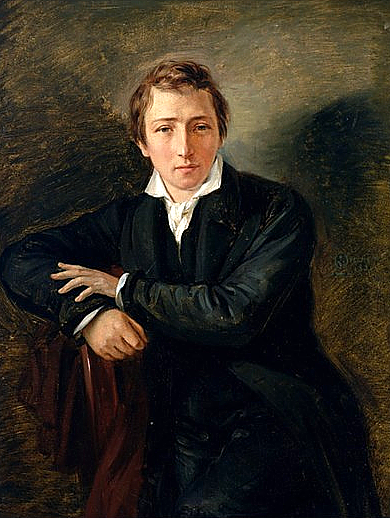
Heinrich Heine, 1831

- 06. Januar: Edward Turner Bennett, englischer Zoologe und Schriftsteller († 1836)
- 10. Januar: Annette von Droste-Hülshoff, deutsche Schriftstellerin († 1848)
- 10. Januar: Karl August Koberstein, deutscher Literaturhistoriker († 1870)
- 26. Januar: Therese von Jacob, deutsche Schriftstellerin, Volksliedforscherin und Slawistin († 1870)
- 27. Januar: Francesco Ambrosoli, italienischer Pädagoge, Philologe und Schriftsteller († 1868)
- 01. Februar: Leopold Immanuel Rückert, protestantischer Theologe († 1871)
- 11. Februar: Connop Thirlwall, britischer Geistlicher und Schriftsteller († 1875)
- 25. Februar: Johann Wilhelm Neumann, deutscher Jurist, Kommunalpolitiker und Historiker († 1870)
- 27. Februar: Wilhelm Meinhold, deutscher Schriftsteller und Pfarrer († 1851)
- 03. März: Adelheid von Carolath-Beuthen, deutsche Autorin, Briefschreiberin und Landschaftsmalerin († 1849)
- 27. März: Alfred de Vigny, französischer Schriftsteller († 1863)
- 09. April: Per Ulrik Kernell, schwedischer Schriftsteller der Romantik († 1824)
- 16. April: Adolphe Thiers, französischer Staatsmann und Historiker († 1877)
- 16. Mai: August Wissowa, deutscher Altphilologe und Pädagoge († 1868)
- 17. Juni: Alexandre Vinet, Schweizer Theologe und Literaturhistoriker († 1847)
- 12. Juli: Adele Schopenhauer, deutsche Schriftstellerin und Scherenschnittkünstlerin († 1849)
- 15. Juli: Eduard Vieweg, deutscher Verleger († 1869)
- 23. Juli: Charles Jules Labarte, französischer Kunsthistoriker († 1880)
- 28. August: Karl Otfried Müller, deutscher Altphilologe und Archäologe († 1840)
- 30. August: Mary Wollstonecraft Shelley, englische Schriftstellerin († 1851)
- 16. September: Antonio Panizzi, italienischer Bibliothekar († 1879)
- 19. September: Bernhard Sökeland, Philologe und Historiker († 1845)
- 04. Oktober: Jeremias Gotthelf, Schweizer Schriftsteller († 1854)
- 14. Oktober: Ida Pfeiffer, österreichische Entdeckerin und Reiseschriftstellerin († 1858)
- 15. Oktober: Karl Wilhelm Ludwig Heyse, deutscher Altphilologe und Sprachwissenschaftler († 1855)
- 13. Dezember: Heinrich Heine, deutscher Dichter und Journalist († 1856)

## Gestorben
- 14. Januar: Johann Samuel Diterich, deutscher Kirchenlieddichter (* 1721)
- 22. Februar: Karl Friedrich Hieronymus Freiherr von Münchhausen, Baron Münchhausen (* 1720)
- 02. März: Horace Walpole, britischer Schriftsteller, Politiker und Künstler (* 1717)
- 18. März: Friedrich Wilhelm Gotter, deutscher Schriftsteller (* 1746)
- 19. März: Sophie von Kühn, Verlobte Friedrich von Hardenbergs (Novalis) (* 1782)
- 31. März: Olaudah Equiano, nigerianischer Sklave und Schriftsteller (* 1745)
- 01. April: Johann Peter Snell, deutscher evangelischer Theologe (* 1720)
- 01. Mai: Franz Anton von Hartig, österreichischer Diplomat, Historiker, Dichter und Geograph (* 1758)
- 27. Mai: François Noël Babeuf, französischer Agitator und Journalist (* 1760)
- 29. Mai: Karl Joseph Bouginé, deutscher Theologe und Lehrer (* 1735)
- 09. Juli: Edmund Burke, Schriftsteller, Staatsphilosoph und Politiker (* 1729)
- 08. August: Franz Alexander von Kleist, Dichter (* 1769)
- 21. August: Benedict Stattler, deutscher katholischer Theologe, Pädagoge und Philosoph (* 1728)
- 10. September: Mary Wollstonecraft, englische Schriftstellerin und Frauenrechtlerin (* 1759)
- 28. September: Samuel Luther von Geret, deutscher evangelischer Theologe, Jurist und Politiker (* 1730)
- 30. September: Friedrich Christoph Jonathan Fischer, deutscher Historiker und Rechtswissenschaftler (* 1750)